# 克莱 (纽约州)
克莱（英語：Clay）是位于美国纽约州奥农多加县的一个镇，地处雪城西北部，也是奥农多加县最大的镇。2010年美国人口普查时，该镇有58,206人。其名称是以美国政治家亨利·克莱的名字命名的。